# Grão-cã
Grão-cã, cacano ou gagano (em latim: cacanus ou gaganus; em mongol médio: ᠬᠠᠭᠠᠨ, qaγan; em mongol: хаан ou хаган, ḫaan ou ḫagan; em turco antigo: 𐰴𐰍𐰣, čaɣan ou kaɣan; em persa: خاقان‎, ḫāqān; em chinês: 可汗, Kèhán; em coreano: 가한, kahan; em húngaro: kagán; em turco: kağan; em cazaque: Қаған, Qaǵan; em uigur: قاغان, Qağan) é um título nos idiomas turcomanos e no mongol (equivalente a um imperador), cujo Estado é designado grão-canado ou grão-canato. Pode ser traduzido como "cã de cãs".

## Origem
O título foi citado pela primeira vez num discurso entre 283 e 289, quando o chefe xianbei Murongue Tuium tentou fugir de seu meio-irmão mais jovem, Murongue Hui, e iniciou sua jornada da península de Liautum às regiões do deserto de Ordos. No discurso, um general de Murongue chamado Inalou dirigiu-se a ele como grão-cã, e algumas fontes sugerem que Tuium também teria usado o título após fixar-se em Coco Nor, no século III. Os rouranos foram os primeiros a usarem grão-cã para designar seus governantes, substituindo o título de chaniu, usado até então, que era originário dos xiongnus, que o historiador francês René Grousset e outros assumem serem turcomanos.